# Torneo Sub-17 de la Concacaf de 1994
El Torneo Sub-17 de la Concacaf de 1994 se llevó a cabo en dos ciudades de El Salvador del 2 al 13 de noviembre y contó con la participación de 12 selecciones infantiles de Norteamérica, Centroamérica y el Caribe.
Costa Rica fue el campeón del torneo tras ser el que hizo más puntos en la fase final del torneo.

## Primera ronda

### Grupo 1
Los partidos se jugaron en San Salvador en el Estadio Nacional Jorge "El Mágico" González.
| País        | J | G | E | P | GF | GC | PTS |
| ----------- | - | - | - | - | -- | -- | --- |
| Canadá      | 3 | 3 | 0 | 0 | 14 | 0  | 9   |
| El Salvador | 3 | 1 | 1 | 1 | 4  | 5  | 4   |
| Jamaica     | 3 | 1 | 1 | 1 | 3  | 4  | 4   |
| Nicaragua   | 3 | 0 | 0 | 3 | 3  | 15 | 0   |

| Equipo 1    | Resultado | Equipo 2    |
| ----------- | --------- | ----------- |
| Canadá      | 10-0      | Nicaragua   |
| El Salvador | 1-1       | Jamaica     |
| Jamaica     | 0-2       | Canadá      |
| El Salvador | 3-2       | Nicaragua   |
| Nicaragua   | 1-2       | Jamaica     |
| Canadá      | 2-0       | El Salvador |

### Grupo 2
Los partidos se jugaron en Santa Ana en el Estadio Óscar Alberto Quiteño.
| País                 | J | G | E | P | GF | GC | PTS |
| -------------------- | - | - | - | - | -- | -- | --- |
| México               | 3 | 3 | 0 | 0 | 15 | 0  | 9   |
| República Dominicana | 3 | 1 | 0 | 2 | 4  | 4  | 3   |
| Honduras             | 3 | 1 | 0 | 2 | 5  | 11 | 3   |
| Panamá               | 3 | 1 | 0 | 2 | 4  | 13 | 3   |

| Equipo 1             | Resultado | Equipo 2             |
| -------------------- | --------- | -------------------- |
| Honduras             | 5-2       | Panamá               |
| República Dominicana | 0-2       | México               |
| México               | 7-0       | Panamá               |
| República Dominicana | 3-0       | Honduras             |
| Panamá               | 2-1       | República Dominicana |
| Honduras             | 0-6       | México               |

### Grupo 3
Los partidos se jugaron en San Salvador en el Estadio Cuscatlán.
| País                  | J | G | E | P | GF | GC | PTS |
| --------------------- | - | - | - | - | -- | -- | --- |
| Costa Rica            | 3 | 3 | 0 | 0 | 16 | 2  | 9   |
| Estados Unidos        | 3 | 2 | 0 | 1 | 13 | 7  | 6   |
| Trinidad y Tobago     | 3 | 0 | 1 | 2 | 6  | 14 | 1   |
| Antillas Neerlandesas | 3 | 0 | 1 | 2 | 2  | 14 | 1   |

| Equipo 1              | Resultado | Equipo 2              |
| --------------------- | --------- | --------------------- |
| Estados Unidos        | 7-0       | Antillas Neerlandesas |
| Costa Rica            | 7-1       | Trinidad y Tobago     |
| Antillas Neerlandesas | 0-5       | Costa Rica            |
| Trinidad y Tobago     | 3-5       | Estados Unidos        |
| Antillas Neerlandesas | 2-2       | Trinidad y Tobago     |
| Estados Unidos        | 1-4       | Costa Rica            |

## Fase final
Los partidos se jugaron en San Salvador en el Estadio Nacional Jorge "El Mágico" González.
| País           | J | G | E | P | GF | GC | PTS |
| -------------- | - | - | - | - | -- | -- | --- |
| Costa Rica     | 3 | 2 | 0 | 1 | 6  | 3  | 6   |
| Estados Unidos | 3 | 2 | 0 | 1 | 4  | 3  | 6   |
| Canadá         | 3 | 1 | 0 | 2 | 2  | 4  | 3   |
| México         | 3 | 1 | 0 | 2 | 2  | 4  | 3   |

| Equipo 1       | Resultado | Equipo 2       |
| -------------- | --------- | -------------- |
| Costa Rica     | 1-2       | Estados Unidos |
| Canadá         | 1-0       | México         |
| Estados Unidos | 1-0       | Canadá         |
| México         | 0-2       | Costa Rica     |
| Costa Rica     | 3-1       | Canadá         |
| México         | 2-1       | Estados Unidos |

## Campeón
| Torneo Sub-17 de la Concacaf 1994 |
| --------------------------------- |
| Bandera de Costa Rica             |
| Costa Rica 1º Título              |

## Clasificados al Mundial Sub-17
| - Canadá | - Costa Rica | - Estados Unidos |